# Ciruelos del Pinar
Ciruelos del Pinar település Spanyolországban, Guadalajara tartományban.  Lakosainak száma 27 fő (2024).

## Népesség
A település népessége az utóbbi években az alábbiak szerint változott:
| Lakosok száma | 61   | 49   | 49   | 35   | 37   | 31   | 31   | 29   | 23   | 27   |
|               | 2001 | 2004 | 2006 | 2009 | 2011 | 2014 | 2016 | 2019 | 2021 | 2024 |